# Coronilla valentina
Coronille de Valence
Espèce
Statut de conservation UICN

 LC  : Préoccupation mineure
Coronilla valentina, la Coronille de Valence, est une espèce de plantes à fleurs de la famille des Fabaceae.
C’est un arbrisseau, de moins d’un mètre de hauteur pour l’espèce sauvage ; le cultivar ornemental est plus grand.  Elle  pousse dans les habitats secs et rocailleux, tels que les garrigues et les maquis.

## Nomenclature et étymologie
L’espèce a reçu une description légitime par Linné en 1753 sous le nom de Coronilla valentina en 1753, dans Species Plantarum 2: 742.
Le nom de genre a été établi en 1718, par le botaniste pré-linnéen Tournefort dans Institutiones rei herbariae et repris par Linné, en 1753.
Ce nom de genre Coronilla a été emprunté à Lobelius (Mathias de l'Obel 1538-1616) qui à son tour s'est inspiré du nom espagnol vulgaire, selon Clusius (Charles de L'Écluse 1525-1609), de C. minima subp. lotoides (W.D.J. Koch) Nyma, Coronilla del Rey.
Le nom de genre Coronilla vient de l'espagnol corona « couronne » et du diminutif -illa, soit « petite couronne », car les fleurs sont disposées en couronne (venant de la disposition des fleurs de l’inflorescence en ombelle).
L’épithète spécifique valentina « de Valence », vient du latin valentia, désignant la province de Valence en Espagne (Valencia en espagnol).

## Synonymes
Coronilla valentina a 2 synonymes homotypiques :
- Coronilla suaveolens Salisb. dans Prodr. Stirp. Chap. Allerton : 340 (1796), nom. superfl.
- Ornithopus valentinus (L.) Hornem. dans Hort. Bot. Hafn. 2 : 696 (1815)

## Aire de distribution
Selon POWO, l’aire de distribution de cette espèce est méditerranéenne. Elle est originaire de l’Espagne, du Portugal, de la France, de Italie, de l’ex-Yougoslavie, de l’Albanie, de la Grèce, des Îles de la mer Égée orientale, de la Turquie, de la Libye, Tunisie, Algérie, et Maroc ; ne sont pas concernés l’Égypte, Israël, Liban, Syrie.
Elle a été introduite aux Canaries, en Grande-Bretagne, au Kenya, et à Madère.
Elle pousse dans des habitats secs et rocailleux, tels que les garrigues et les maquis, sur des sols calcaires ou siliceux bien drainés.

## Description
Coronilla valentia est un arbrisseau glabre et glauque, dressé, rameux, de 30 à 90 cm de hauteur. Les rameaux sont flexueux, durs, pleins. La sous-espèce C. valentina ssp. glauca peut atteindre 150 cm.
Les feuilles imparipennées, à 3-6 paires de folioles oblongues en coin, échancrées. Les stipules sont grandes, plus larges que les folioles et caduques.
L’inflorescence est une ombelle, regroupant 6-12 fleurs jaunes, assez grandes (10–14 mm), sur un pédoncule 2 fois plus long que la feuille. Chaque fleur est portée par un pédicelle presque 1 fois plus longs que le calice à dents courtes et inégales. La période de floraison se situe de février à mai (ou plus tard selon le climat).
Le fruit est une gousse allongée et segmentée, à 4-7articles en fuseau, se fragmentant en articles à maturité.

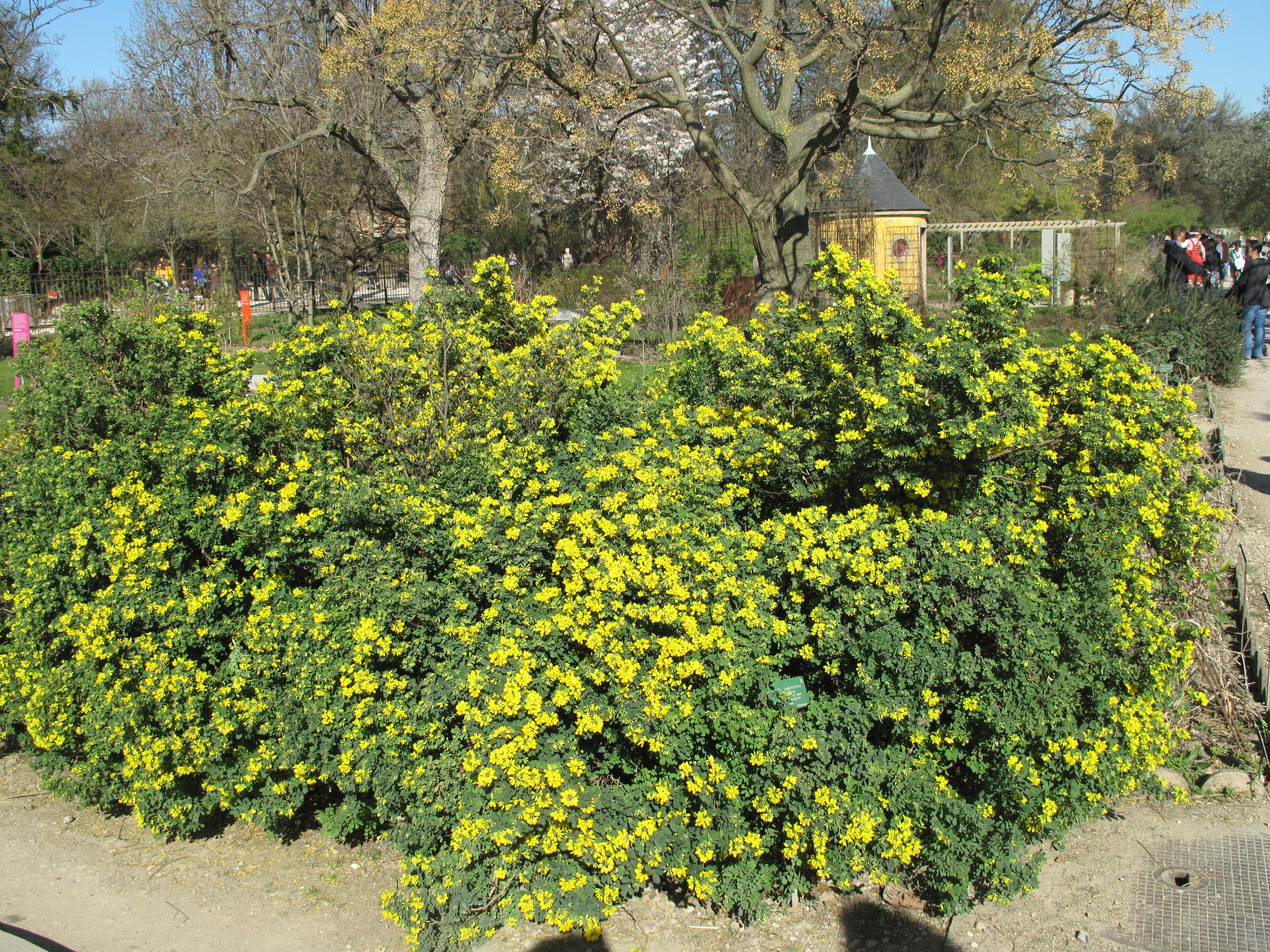
Coronilla valentina ssp. glauca, jusqu'à 150 cm de hauteur
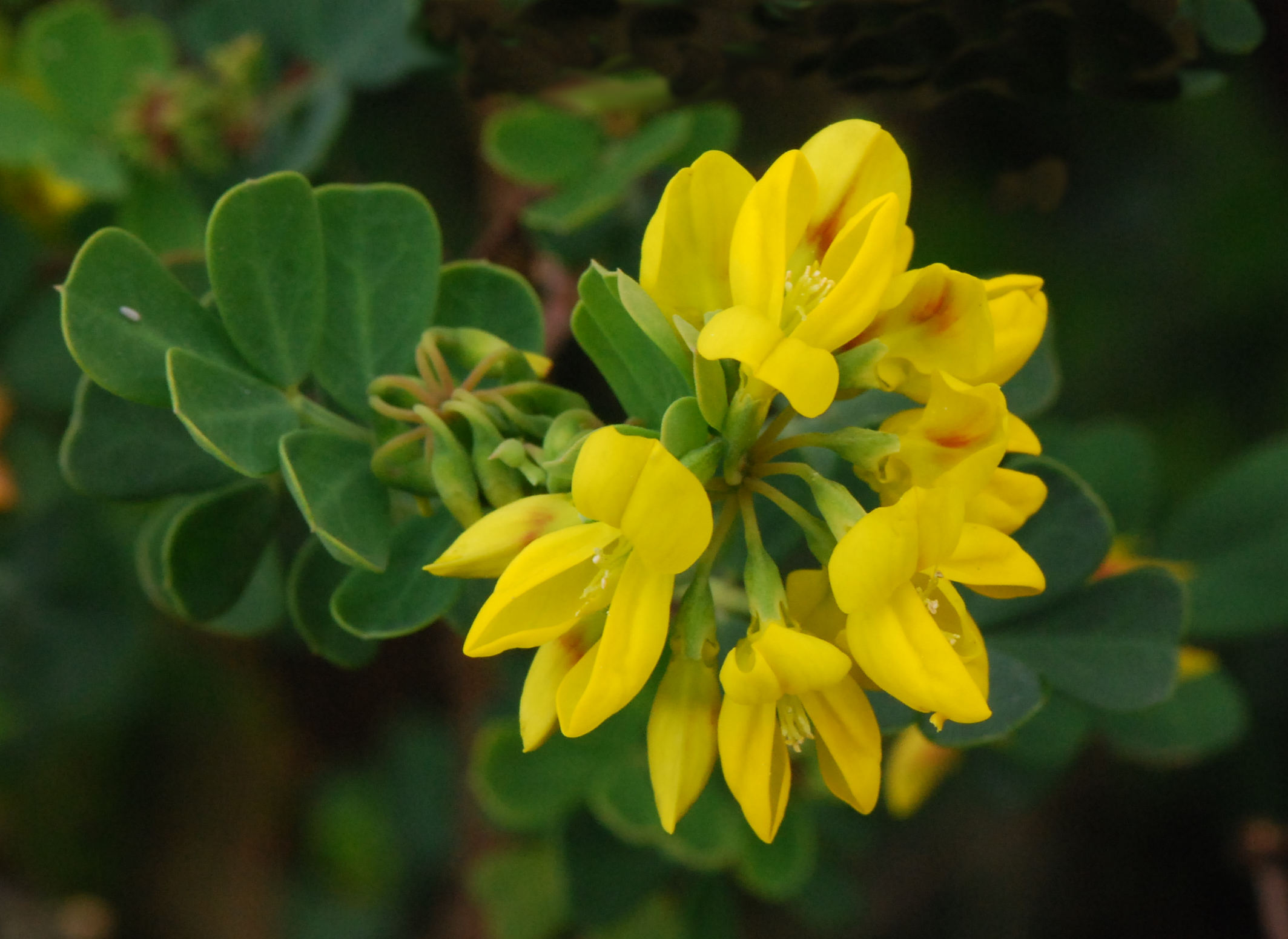
Ombelle et feuille de C. valentina ssp. glauca
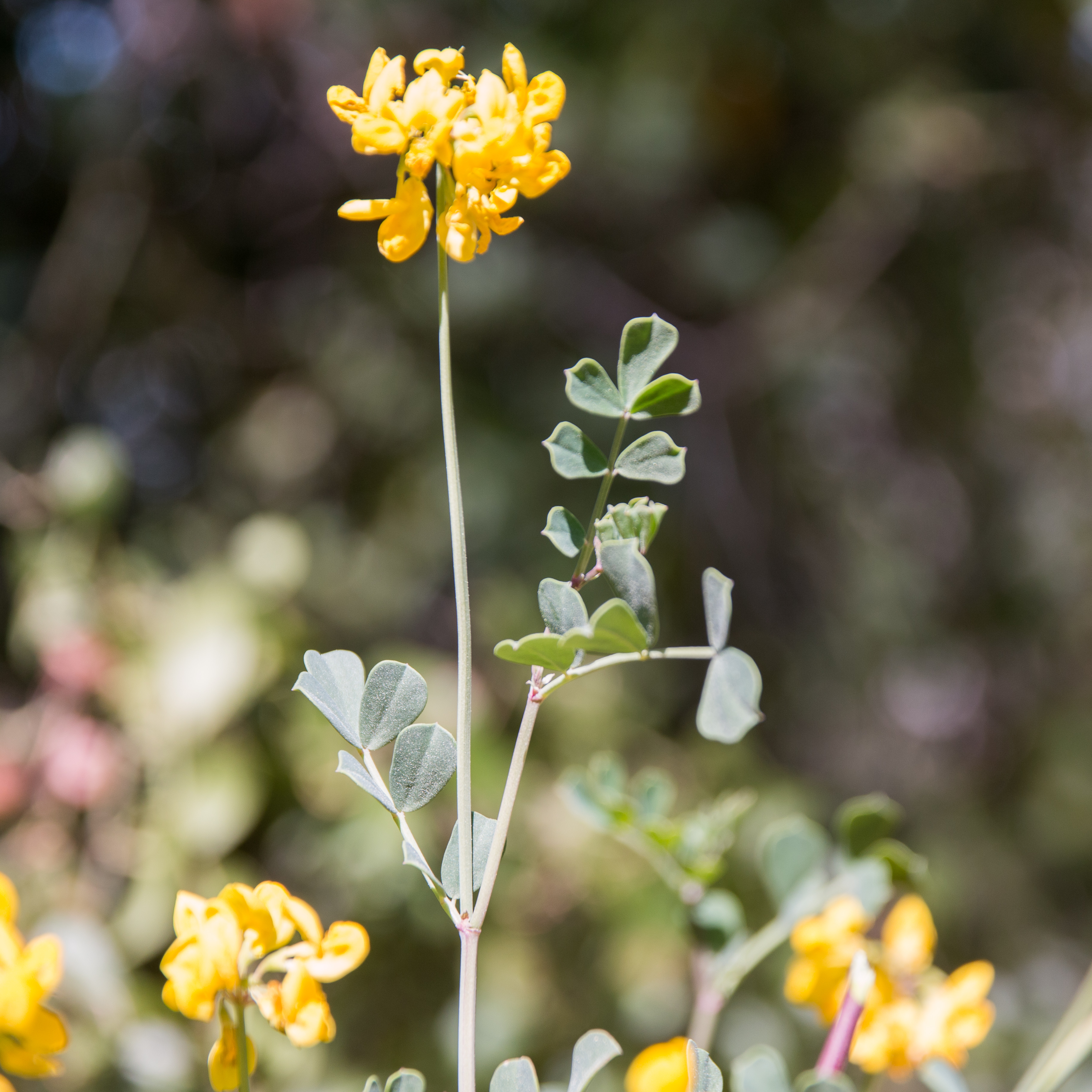
C. glauca
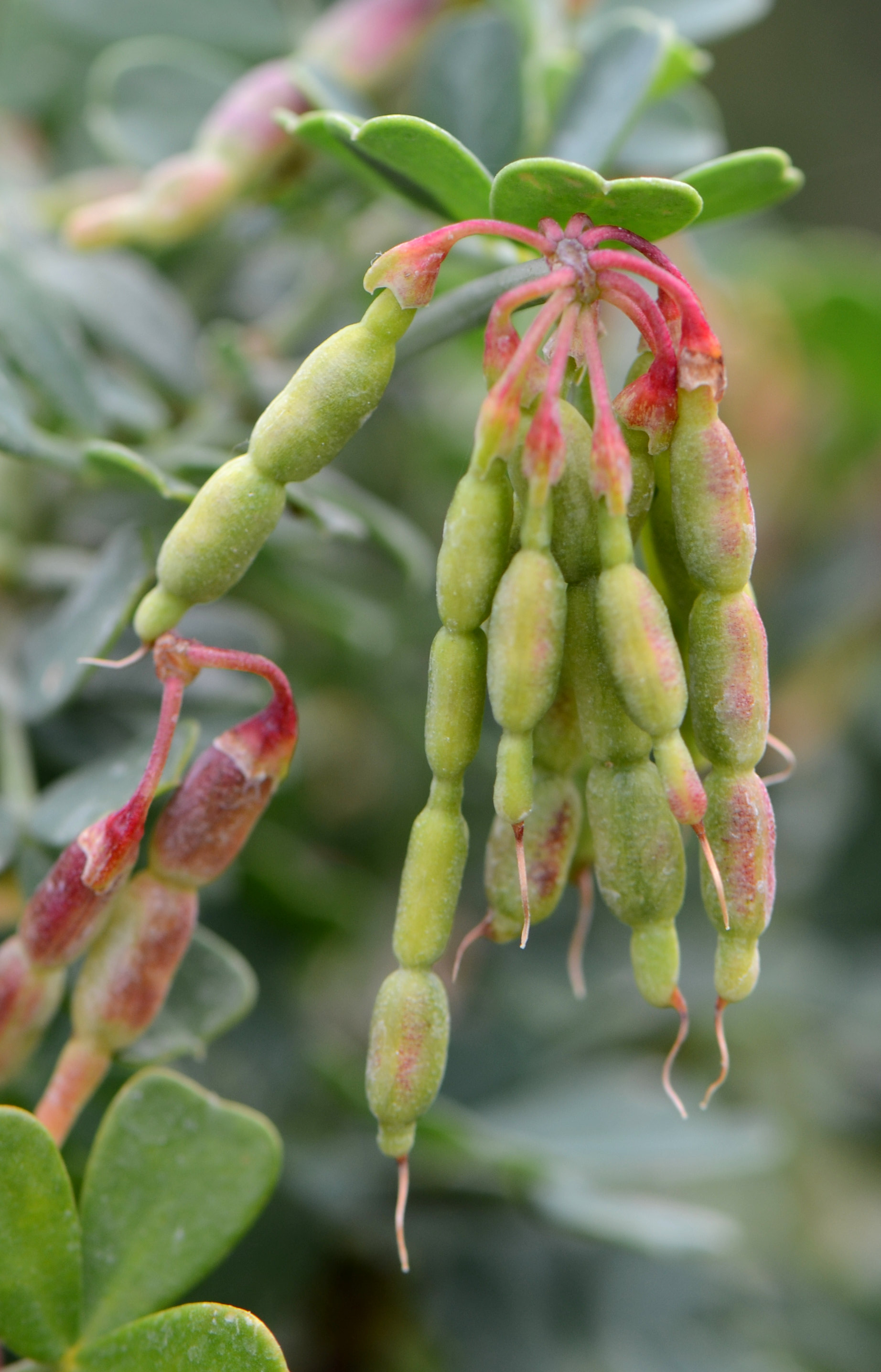
Gousse à 2-4 articles

## Liste des sous-espèces
Selon Tropicos (3 mai 2022) (Attention liste brute contenant possiblement des synonymes) :
- Coronilla valentina subsp. glauca (L.) Batt., feuilles à 2-3 paires de folioles, obovales, tronquées, à stipules petites et caduques, gousse de 9-40 mm, à 1-8 segments. Plante ornementale cultivée, parfois échappée[7]. Cette sous-espèce est traitée comme une espèce à part entière par la Flora Iberica[4] sous le nom de Coronilla glauca L. Centuria I. Plantarum I :23 (1755), de taille atteignant 150 cm, feuille pétiolée avec (1)2-3 paires de folioles, stipules 2,7–4,5 mm
- Coronilla valentina subsp. pentaphylla (Desf.) Batt.
- Coronilla valentina subsp. speciosa (Uhrova) Quézel & Santa ex Greuter & Burdet
- Coronilla valentina subsp. valentina, arbrisseau glabre et glauque, feuilles à 3-8 paires de fol., stipules grandes, longtemps persistantes mais caduques à la fructification, fruit de 10–50 mm, à 4-8 segments[7],[8].